# Gällivare landskommun
Gällivare landskommun var en tidigare kommun i Norrbottens län. 

## Administrativ historik
När 1862 års kommunalförordningar trädde i kraft den 1 januari 1863 gällde detta inte socknarna i Lappland. Först den 1 januari 1874 bildades Gällivare landskommun i Gällivare socken när kommunalförordningarna började gälla även där. Där inrättades den 2 juni 1893 Gällivare kyrkostads municipalsamhälle och den 23 december 1908 Malmbergets municipalsamhälle. Det förstnämnda (med namnet avkortat till Gällivare den 7 september 1951) ägde bestånd fram till och med utgången av år 1955, medan Malmberget upplöstes med utgången av år 1959.
Kommunreformen 1952 påverkade inte indelningarna i området, då varken Västerbottens eller Norrbottens län berördes av reformen. Vid kommunreformen 1971 bildades Gällivare kommun av Gällivare landskommun.

### Kyrklig tillhörighet
I kyrkligt hänseende tillhörde kommunen Gällivare församling. 1962 utbröts församlingarna Hakkas, Malmberget och Nilivaara.

## Kommunvapnet
Blasonering: Sköld kvadrerad: 1. och 4. i rött fält en gående ren av guld med blå beväring, därest dylik skall komma till användning; 2. och 3. i fält av guld ett blått järnmärke.
Vapnet, vars symboler står för renskötsel och malmbrytning, fastställdes ursprungligen 1948 för Gällivare kyrkostads municipalsamhälle. Sedan detta upplösts fastställdes det åter av Kungl maj:t 1956, nu för kommunen.

## Geografi
Gällivare landskommun omfattade den 1 januari 1952 en areal av 16 943,42 km², varav 15 995,82 km² land.

### Tätorter i kommunen 1960
| Tätort             | Folkmängd |
| ------------------ | --------- |
| Malmberget         | 9 057     |
| Gällivare          | 6 330     |
| Koskullskulle      | 1 601     |
| Hakkas             | 763       |
| Nilivaara          | 486a      |
| Ullatti            | 426       |
| Dennewitz          | 422       |
| Nattavaara station | 364       |
| Nattavaara by      | 247       |

Tätortsgraden i kommunen var den 1 november 1960 71,3 procent.

## Politik

### Mandatfördelning i Gällivare landskommun 1938–1966
| 15 | 13 | 12 |

| 36 |

| 13 | 18 | 9 |

| 37 |

| 15 | 17 |  | 7 |

| 36 |

| 11 | 19 |  | 2 | 7 |

| 36 |

| 11 | 19 |  | 2 | 7 |

| 37 |

| 10 | 19 |  | 2 | 8 |

| 34 | 6 |

| 10 | 21 |  | 3 | 5 |

| 34 | 6 |

| 12 | 17 | 3 | 3 | 5 |

| 35 |